# Autoritratto con la moglie Isabella Brant
Autoritratto con la moglie Isabella Brant è un dipinto a olio su tela (174x143 cm) realizzato tra il 1609 ed il 1610 da Peter Paul Rubens ed è conservato nella Alte Pinakothek di Monaco.
L'opera fu probabilmente eseguita poco dopo il 3 ottobre 1609, data del matrimonio di Rubens e Isabella Brant svoltosi nella St. Michael's Abbey ad Anversa. In questo dipinto, il pittore rinnova la tipologia, tipicamente nordica, del doppio ritratto nuziale a figura intera (si veda il quadro del pittore fiammingo Jan van Eyck, il "Ritratto dei coniugi Arnolfini") posizionando la coppia sotto un augurale caprifoglio fiorito, in una ricca composizione di particolari minuziosamente realistici da far risaltare la materialità dei tessuti, dei fiori, dei pizzi e dei gioielli.
Le due figure hanno dimensioni monumentali e invadono quasi tutta la superficie del quadro: Rubens, appena rientrato dal lungo viaggio in Italia, dimostra di aver fatto propria la lezione del Rinascimento italiano.
Le espressioni dei due sposi sono dolci, le loro mani intrecciate in un gesto affettuoso.
Entrambi vestono abiti preziosi, all'ultima moda, e indossano alti copricapi.
Il ruolo dei due personaggi è definito dalle loro posizioni: Isabella è accoccolata sul prato e ha un'aria remissiva; il pittore è seduto in posizione più elevata e tiene la mano sinistra sull'elsa di una spada.
Il paesaggio che si apre intorno a loro potrebbe assumere il significato di "giardino d'amore".